# Daniel Caines

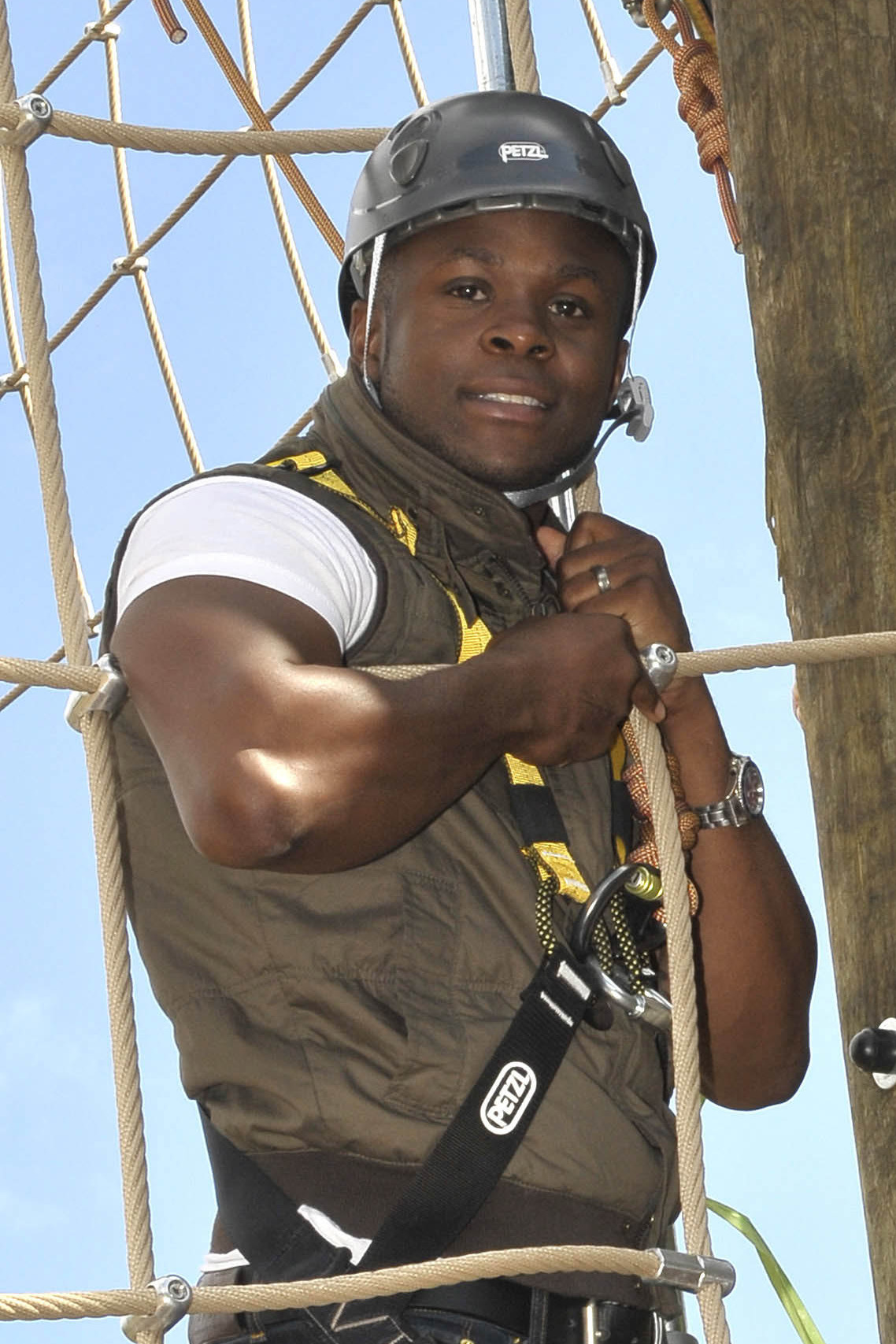
Daniel Caines

Daniel Caines (Daniel Stephen Caines; * 15. Mai 1979 in Solihull) ist ein ehemaliger englischer Leichtathlet, der im 400-Meter-Lauf sowie mit der britischen und englischen 4-mal-400-Meter-Staffel erfolgreich war.
Bei den Halleneuropameisterschaften 2000 in Gent wurde Caines über 400 Meter Sechster. Er schied bei den Olympischen Spielen 2000 in Sydney im Halbfinale aus, die britische Staffel wurde mit Caines Sechste. In Lissabon bei den Hallenweltmeisterschaften 2001 gewann Caines die 400 Meter in 46,4 s vor dem US-Amerikaner Milton Campbell in 46,45 s.
2002 belegte Caines bei den Halleneuropameisterschaften in Wien über 200 Meter in 21,14 s den vierten Platz, nachdem er im Halbfinale seine persönliche Bestzeit von 20,62 s gelaufen war. Die Commonwealth Games 2002 fanden Ende Juli in Manchester statt. Über 400 Meter wurde Caines in 45,13 s Vierter mit einer Hundertstelsekunde Rückstand auf den Bahamaer Avard Moncur. In der Staffel lieferten sich Caines als Schlussläufer der Engländer und der Waliser Matthew Elias einen Kampf bis zur Ziellinie. Die Engländer gewannen in 3:00,40 min vor den Walisern in 3:00,41 min. Die britische Staffel für die Europameisterschaften in München wurde aus je zwei Läufern der englischen und der walisischen Staffel zusammengestellt. Elf Tage nach dem Finale von Manchester gewannen Jared Deacon, Matthew Elias, Jamie Baulch und Daniel Caines in 3:01,25 min vor der russischen Staffel. Drei Tage zuvor hatte Caines in 45,28 s Bronze hinter dem Deutschen Ingo Schultz in 45,14 s und dem Spanier David Canal in 45,24 s gewonnen.
Bei den Hallenweltmeisterschaften 2003 in Birmingham gewann Caines in 45,43 s Silber hinter dem US-Amerikaner Tyree Washington in 45,34 s. Die britische Staffel mit Baulch und Caines gewann hinter den USA und Jamaika Bronze. Bei den Weltmeisterschaften 2003 belegte die britische Staffel den fünften Platz, der später nach der Disqualifikation der ursprünglich siegreichen US-Staffel auf Platz vier verbessert wurde.
Daniel Caines gehörte dem Verein Birchfield Harriers an. Bei einer Körpergröße von 1,78 m betrug sein Wettkampfgewicht 74 kg.

## Bestzeiten
- 200 Meter: 20,84 s (2003), in der Halle 20,62 s (2002)
- 400 Meter: 44,98 s (2002)